# Ugo Di Fazio
Ugo Di Fazio (Palma Campania, 27 settembre 1893 – Uork Amba, 27 febbraio 1936) è stato un militare italiano, insignito della medaglia d'oro al valor militare alla memoria nel corso della guerra d'Etiopia.

## Biografia
Nacque a Palma Campania (NA), il 27 settembre 1893, figlio di Raffaele, di professione magistrato, e di Matilde Vacca. Arruolatosi nel Regio Esercito all'inizio della prima guerra mondiale come soldato di leva in forza al 113º Reggimento fanteria, passò poi in servizio al 122º Reggimento fanteria, dove raggiunse il grado di aspirante ufficiale di complemento nel 1916 e quelli di sottotenente e di tenente nel 1917. Posto in congedo nell'ottobre 1919, venne riassunto in servizio dal 1921 al 1923, assegnato al 2º Reggimento artiglieria da campagna con compiti amministrativi. Aderì subito al partito fascista e prese parte alla Marcia su Roma. Entrato successivamente a far parte della Milizia Volontaria Sicurezza Nazionale, fu assegnato alla 144ª Legione CC.NN. "Avellino".
Nel maggio 1935 fu posto a disposizione del Comando generale della M.V.S.N. per l'inquadramento delle unità CC.NN. mobilitate per esigenze legate alla situazione in Africa Orientale, assegnato al centro mobilitazione della 58ª Legione CC.NN. "San Giusto". Assegnato al I Gruppo battaglioni CC.NN. "Generale Diamanti" con il grado di centurione, si imbarcò a Napoli sul piroscafo Celio il 3 giugno 1935, sbarcando a Massaua dieci giorni dopo ed assumendo il comando della 2ª Compagnia del I Battaglione. Dopo lo scoppio della guerra d'Etiopia partecipò alle operazioni belliche sul fronte eritreo e cadde in combattimento a Uork Amba (la "Montagna d'oro") il 27 febbraio 1936, venendo decorato con la medaglia d'oro al valor militare alla memoria. Lasciò la moglie Eleonora Volpicelli e il figlio Achille. Una caserma di Palma Campania ha portato il suo nome, così come una scuola rurale sita in contrada Minichini. Una via di Sant'Andrea di Conza porta il suo nome.

### Annotazioni
1. ↑  Anche la locale sezione del Fascio di Combattimento venne intitolata a suo nome.

### Fonti
1. 1 2 3 4 5  Combattenti Liberazione.
2. ↑  Gruppo Medaglie d'Oro al Valor Militare 1965, p. 153.
3. 1 2 3  Ferrara 2021, p. 15.
4. 1 2 3  Ferrara 2021, p. 16.
5. ↑   Medaglia d'oro al valor militare Di Fazio, Ugo, su quirinale.it, Quirinale. URL consultato l'11 luglio 2021.